# Jasmin Bhasin
Jasmin Bhasin (sinh ngày 28 tháng 6 năm 1990 tại Kota, Rajasthan, Ấn Độ) là một nữ diễn viên và người mẫu người Ấn Độ tham gia các bộ phim bằng tiếng Punjab. Cô có vai chính đầu tay trong bộ phim điện ảnh bằng tiếng Tamil mang tên Vaanam. Cô cũng được biết đến qua vai diễn Twinkle Taneja trong bộ phim Tashan-e-Ishq (2015–16) và Teni Bhanushali trong bộ phim Đẻ mướn (2017–18). Cô cũng từng tham dự mùa 9 của chương trình truyền hình thực tế Fear Factor: Khatron Ke Khiladi và mùa thứ 14 của chương trình Bigg Boss.
Cô cũng từng vào vai Happy Saluja trong bộ phim Dil Toh Happy Hai Ji và Nayantara trong phần 4 của bộ phim Tình người kiếp rắn. Cô có vai diễn trong bộ phim bằng tiếng Punjab đầu tay khi đóng chung với Gippy Grewal trong bộ phim hài Honeymoon vào năm 2022.

## Tiểu sử
Jasmin Bhasin sinh ngày 28 tháng 6 năm 1990 tại Kota, Rajasthan, Ấn Độ trong một gia đình theo đạo Sikh. Cô từng hoàn thành chương trình học ở Kota và tốt nghiệp ngành quản trị khách sạn tại một trường cao đẳng ở Jaipur.
Cô quen biết nam diễn viên Aly Goni trong thời gian hai người tham gia mùa thứ 9 của chương trình truyền hình thực tế Fear Factor: Khatron Ke Khiladi vào năm 2018. Sau đó, cả hai người hẹn hò với nhau vào năm 2021 trong khi tham gia mùa thứ 14 của chương trình Bigg Boss.

## Sự nghiệp

### Vai diễn đầu tay (2011–2016)
Jasmin Bhasin có vai chính đầu tay trong bộ phim điện ảnh bằng tiếng Tamil mang tên Vaanam vào năm 2011. Sau đó, cô tham gia một số bộ phim được sản xuất tại phía Nam Ấn Độ như Beware of Dogs (2014), Veta (2014) và Ladies & Gentlemen (2015).
Vào tháng 8 năm 2015, cô có vai diễn đầu tay trong bộ phim truyền hình Tashan-e-Ishq với vai diễn Twinkle Taneja và đóng chung với Zain Imam và Sidhant Gupta.

### Sự đột phá và công nhận trong diễn xuất (2017–2019)

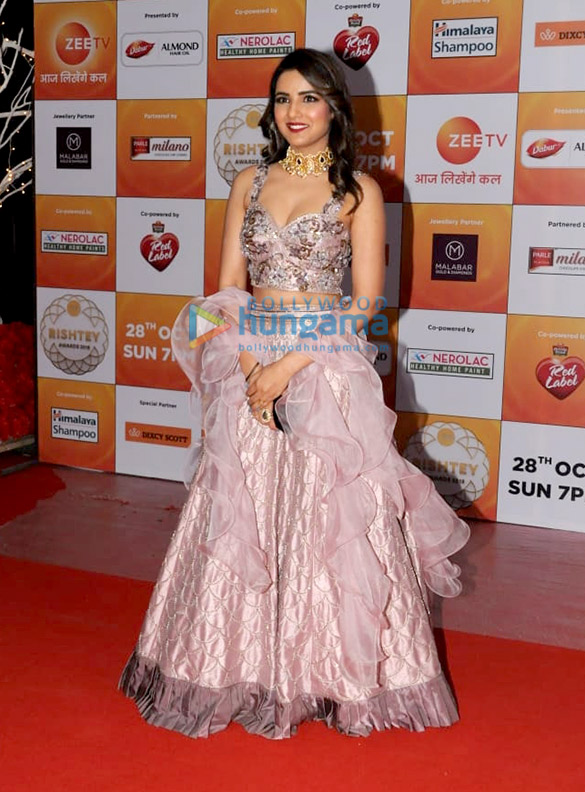
Jasmin Bhasin tại lễ trao Giải thưởng Zee Rishtey vào năm 2017

Vào tháng 1 năm 2017, cô vào vai Teni Bhanushali trong bộ phim Đẻ mướn và đóng chung với Siddharth Shukla và Rashami Desai. Bộ phim đóng máy vào tháng 6 năm 2018.
Cô từng tham gia mùa 9 của chương trình truyền hình thực tế Fear Factor: Khatron Ke Khiladi và bị loại ở vị trí thứ 7. Tháng 1 năm 2019, cô vào vai Happy Mehra trong bộ phim Dil Toh Happy Hai Ji. Tháng 6 cùng năm, cô rút khỏi vai diễn và được thay thế bởi Donal Bisht.
Vào tháng 12 năm 2019, cô vào vai Nayantara trong phần 4 của bộ phim siêu nhiên nổi tiếng Tình người kiếp rắn và đóng chung với Vijayendra Kumeria và Nia Sharma cho đến khi cô được thay thế bởi Rashami Desai với vai diễn Shakala vào tháng 2 năm 2020.
Vào tháng 8 năm 2020, cô tham dự chương trình truyền hình thực tế Fear Factor: Khatron Ke Khiladi – Made in India và giành ngôi vị Á quân 2 của chương trình.

### Sự bứt phá trong diễn xuất (2020–nay)
Vào tháng 10 năm 2022, cô tham gia mùa thứ 14 của chương trình Bigg Boss và bị loại ở vị trí thứ 11.
Vào năm 2021, cô tham gia một số bộ phim ca nhạc bằng tiếng Hindi và tiếng Punjab trên các kênh T-Series, Desi Music Factory và Saregama.
Vào tháng 1 năm 2022, cô có vai diễn đầu tay trong bộ phim bằng tiếng Punjab mang tên Honeymoon và đóng chung Gippy Grewal. Quá trình ghi hình của phim được hoàn thành tại Luân Đôn vào tháng 4 năm 2022, và khởi chiếu vào ngày 25 tháng 10 cùng năm.

## Sự nổi tiếng trong giới truyền thông
Jasmin Bhasin được tạp chí The Times of India đưa vào danh sách những người phụ nữ được khao khát nhất trên sóng truyền hình Ấn Độ với vị trí thứ 16 vào năm 2018, vị trí thứ 12 vào năm 2019 và hạng 3 vào năm 2020.
Cô cũng là một trong số những nữ diễn viên truyền hình được theo dõi nhiều nhất trên Instagram.

## Danh sách tác phẩm
| Films that have not yet been released | Biểu thị những tác phẩm chưa được khởi chiếu |

### Phim điện ảnh
| Năm  | Tác phẩm           | Vai diễn    | Ngôn ngữ        | Tham khảo |
| ---- | ------------------ | ----------- | --------------- | --------- |
| 2011 | Vaanam             | Priya       | Tiếng Tamil     |           |
| 2014 | Karoodpathi        | Không rõ    | Tiếng Kannada   |           |
| 2014 | Beware of Dogs     | Meghna      | Tiếng Malayalam |           |
| 2014 | Dillunnodu         | Chaithra    | Tiếng Telugu    |           |
| 2014 | Veta               | Sonal       | Tiếng Telugu    |           |
| 2015 | Ladies & Gentlemen | Anjali      | Tiếng Telugu    |           |
| 2016 | Jil Jung Juk       | Sonu Sawant | Tiếng Tamil     |           |
| 2022 | Honeymoon          | Sukh        | Tiếng Punjab    | [ 23 ]    |
| 2024 | Warning 2          | Ronak       | Tiếng Punjab    | [ 24 ]    |
| 2024 | Carry On Jattiye   | TBA         | Tiếng Punjab    | [ 25 ]    |
| 2024 | Warning (phần 2)}} | TBA         | Tiếng Punjab    | [ 26 ]    |

### Phim truyền hình
| Năm       | Tác phẩm                                        | Vai diễn        | Ghi chú  | Tham khảo |
| --------- | ----------------------------------------------- | --------------- | -------- | --------- |
| 2015–2016 | Tashan-e-Ishq                                   | Twinkle Taneja  |          | [ 27 ]    |
| 2017–2018 | Đẻ mướn                                         | Teni Bhanushali |          | [ 28 ]    |
| 2019      | Fear Factor: Khatron Ke Khiladi (mùa 9)         | Thí sinh        | Hạng 7   | [ 29 ]    |
| 2019      | Dil Toh Happy Hai Ji                            | Happy Mehra     |          | [ 30 ]    |
| 2019–2020 | Tình người kiếp rắn 4                           | Nayantara       |          | [ 31 ]    |
| 2020      | Fear Factor: Khatron Ke Khiladi – Made in India | Thí sinh        | Á quân 2 | [ 32 ]    |
| 2020–2021 | Bigg Boss (mùa 14)                              | Thí sinh        | Hạng 11  | [ 33 ]    |

#### Vai diễn khách mời
| Năm  | Tác phẩm                                 | Vai diễn    | Tham khảo |
| ---- | ---------------------------------------- | ----------- | --------- |
| 2016 | Jamai Raja                               | Twinkle     |           |
| 2017 | Shakti - Astitva Ke Ehsaas Ki            | Teni        |           |
| 2017 | Bigg Boss (mùa 11)                       | Teni        | [ 34 ]    |
| 2018 | Laado 2 – Veerpur Ki Mardani             | Teni        |           |
| 2018 | Tu Aashiqui                              | Teni        |           |
| 2018 | Bigg Boss (mùa 12)                       | Chính mình  | [ 35 ]    |
| 2018 | Box Cricket League (mùa 3)               | Chính mình  |           |
| 2019 | Nach Baliye (mùa 9)                      | Chính mình  | [ 36 ]    |
| 2019 | Dance Deewane (mùa 2)                    | Chính mình  |           |
| 2019 | Khatra Khatra Khatra                     | Chính mình  |           |
| 2020 | Bigg Boss (mùa 13)                       | Nayantara   |           |
| 2020 | Funhit Mein Jaari                        | Mẹ của Golu | [ 37 ]    |
| 2020 | Fear Factor: Khatron Ke Khiladi (mùa 10) | Chính mình  |           |
| 2021 | Bigg Boss (mùa 14)                       | Chính mình  | [ 38 ]    |
| 2021 | Dance Deewane (mùa 3)                    | Chính mình  | [ 39 ]    |
| 2021 | Ladies vs Gentlemen (mùa 2)              | Chính mình  |           |
| 2022 | Dance Deewane Juniors (mùa 1)            | Chính mình  | [ 40 ]    |

### Phim chiếu mạng
| Năm  | Tác phẩm       | Vai diễn | Ghi chú |
| ---- | -------------- | -------- | ------- |
| 2023 | Jab We Matched | Payal    | [ 41 ]  |

### Phim ca nhạc
| Năm  | Tác phẩm                   | Ca sĩ trình bày                     | Ghi chú           | Tham khảo |
| ---- | -------------------------- | ----------------------------------- | ----------------- | --------- |
| 2021 | Tera Suit                  | Tony Kakkar                         |                   | [ 42 ]    |
| 2021 | Pani Di Gal                | Maninder Buttar, Asees Kaur         |                   | [ 43 ]    |
| 2021 | Tu Bhi Sataya Jayega       | Vishal Mishra                       |                   | [ 44 ]    |
| 2021 | Aly                        | Rahul Vaidya                        | Đoạn phim lưu trữ | [ 45 ]    |
| 2021 | Tenu Yaad Karaan           | Gurnazar Chattha, Asees Kaur        |                   | [ 46 ]    |
| 2021 | 2 Phone                    | Neha Kakkar                         |                   | [ 47 ]    |
| 2021 | Peene Lage Ho              | Rohanpreet Singh                    |                   | [ 48 ]    |
| 2021 | Pyaar Ek Tarfaa            | Amaal Malik, Shreya Ghoshal         |                   | [ 49 ]    |
| 2021 | Chann Mahiya Ve            | Ishaan Khan                         |                   | [ 50 ]    |
| 2021 | Pyaar Karte Ho Na          | Stebin Ben, Shreya Ghoshal          |                   | [ 51 ]    |
| 2022 | Yaaron Sab Dua Karo        | Stebin Ben, Meet Bros, Danish Sabri |                   | [ 52 ]    |
| 2022 | Kya Kar Diya               | Vishal Mishra                       |                   | [ 53 ]    |
| 2022 | Ijazzat Hai                | Raj Barman                          |                   | [ 54 ]    |
| 2022 | Iss Baarish Mein           | Yasser Desai, Neeti Mohan           |                   | [ 55 ]    |
| 2022 | Sajaunga Lutkar Bhi        | Shaan, Neeti Mohan                  |                   | [ 56 ]    |
| 2022 | Hum Dono                   | Arko                                |                   | [ 57 ]    |
| 2022 | Morey Saiyaan Ji           | Maninder Buttar                     |                   | [ 58 ]    |
| 2022 | Jitna Tujhe Chahte Hai Hum | Raj Barman                          |                   | [ 59 ]    |
| 2023 | Kya Karoon                 | Sanam Puri                          |                   | [ 60 ]    |
| 2023 | Shaadi Karogi?             | Tony Kakkar, Annie Khalid           |                   | [ 61 ]    |
| 2023 | Teri Yaadein               | Stebin Ben                          |                   | [ 62 ]    |
| 2023 | Allah De Bandeya           | B Praak                             |                   | [ 63 ]    |
| 2023 | Saawan Aa Gaya             | Neha Kakkar, Rohanpreet Singh       |                   | [ 64 ]    |

## Giải thưởng và đề cử
| Năm  | Giải thưởng                   | Hạng mục                         | Tác phẩm | Kết quả   | Tham khảo |
| ---- | ----------------------------- | -------------------------------- | -------- | --------- | --------- |
| 2022 | Giải thưởng Phong cách Lokmat | Gương mặt mới nổi sành điệu nhất | —        | Đoạt giải | [ 65 ]    |
| 2022 | Giải Biểu tượng Vàng          | Người phụ nữ sành điệu nhất      | —        | Đoạt giải | [ 66 ]    |